# Sydney E. Ahlstrom
Sydney E. Ahlstrom (16 décembre 1919 - 3 juillet 1984) était un professeur de l’Université Yale et un spécialiste de l’histoire religieuse des États-Unis.
Il reçoit en 1973 le National Book Award pour son livre A Religious History of the American People, publié en 1972. En 1979, il reçoit l’Award for the Decade's Most Outstanding Book on Religion du magazine The Christian Century.
Au moment de sa retraite de Yale en 1984, il était professeur d’histoire américaine et d’histoire religieuse moderne.